# 灰柯
灰柯（学名：Lithocarpus henryi）是壳斗科柯属的植物，是中国的特有植物。分布于中国大陆的湖北、四川、湖南、陕西、贵州等地，生长于海拔1,400米至2,100米的地区，一般生长在山地杂木林中，目前尚未由人工引种栽培。

## 别名
椆木、椆壳栗（湖北） 棉槠石栎